# Magny-Montarlot
Magny-Montarlot é uma comuna francesa na região administrativa da Borgonha-Franco-Condado, no departamento de Côte-d'Or. Estende-se por uma área de 6 km². Em 2010 a comuna tinha 264 habitantes (densidade: 44 hab./km²).